# Palacio Imperial de Goslar

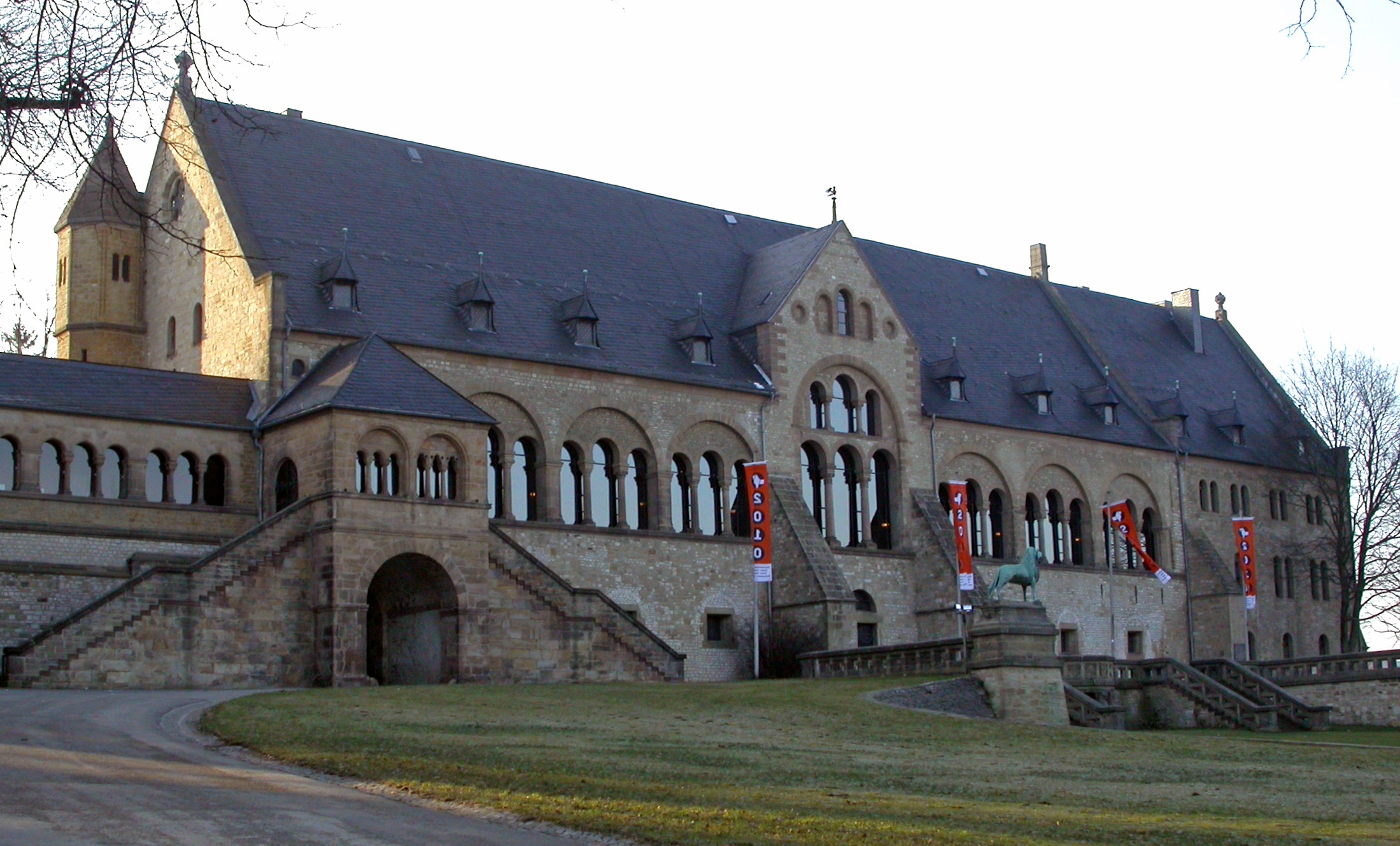
Fachada principal de la Kaiserhaus.

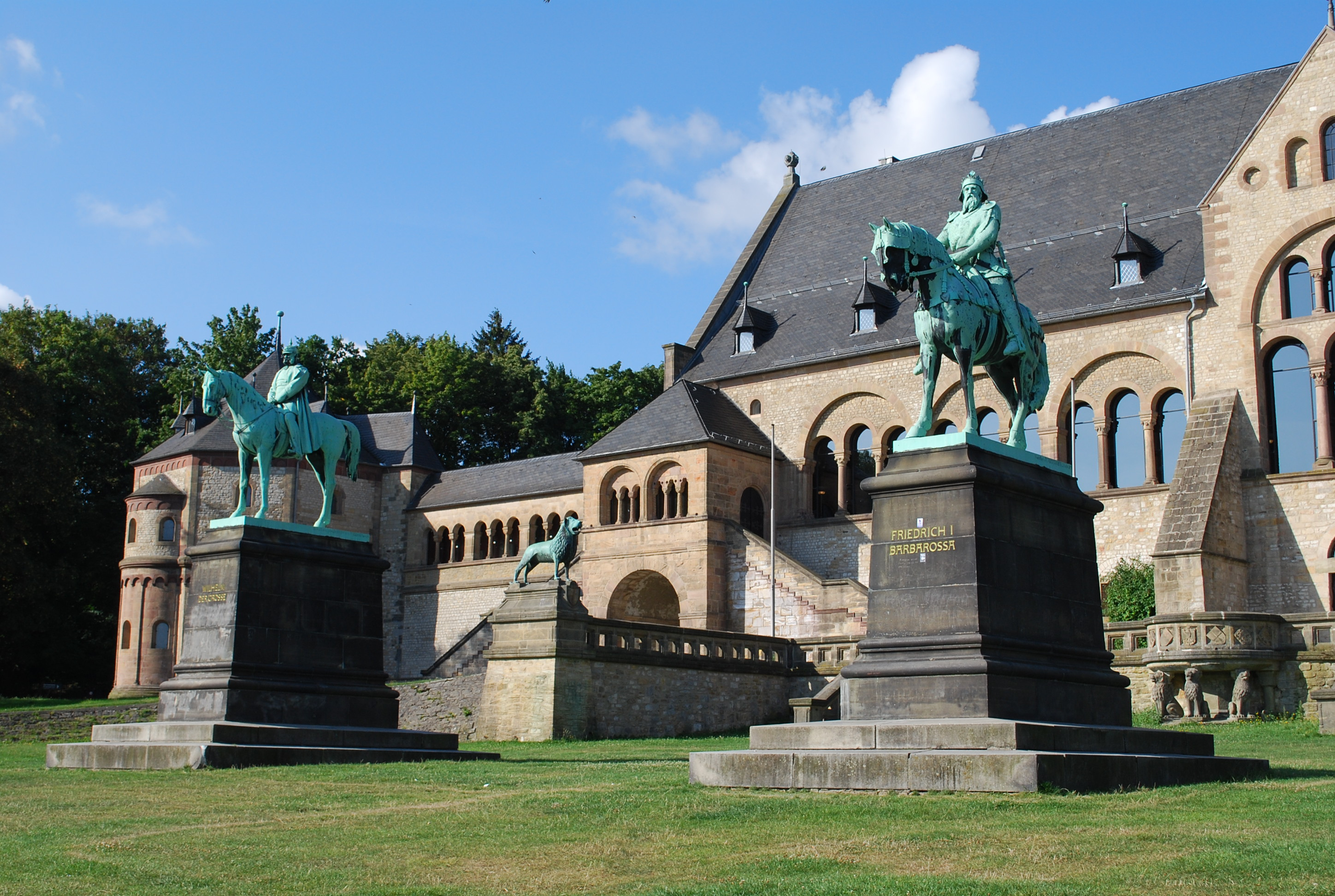
Estatuas ecuestres.

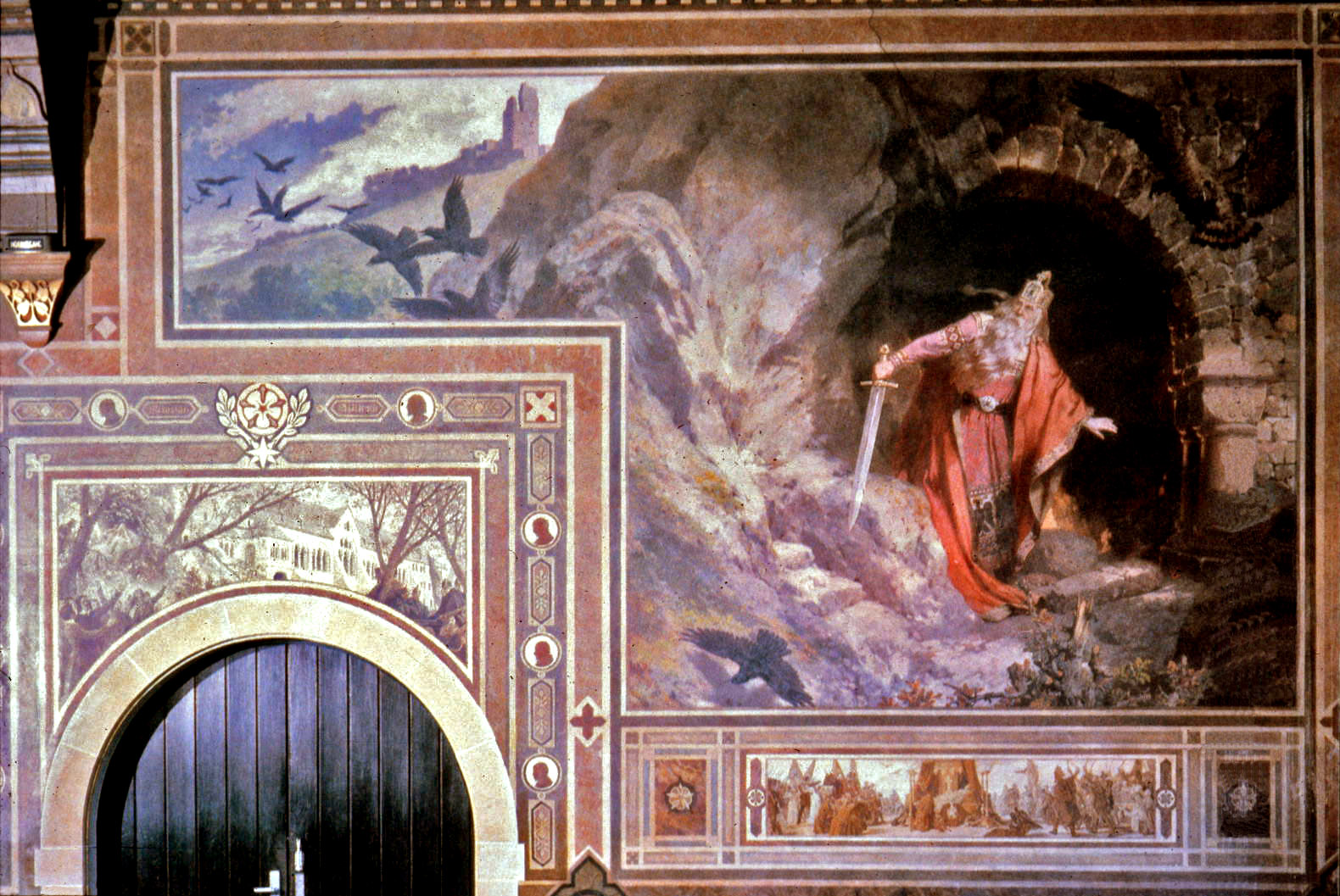
Una de las pinturas del interior: El despertar de Barbarroja, de Hermann Wislicenus (1880).

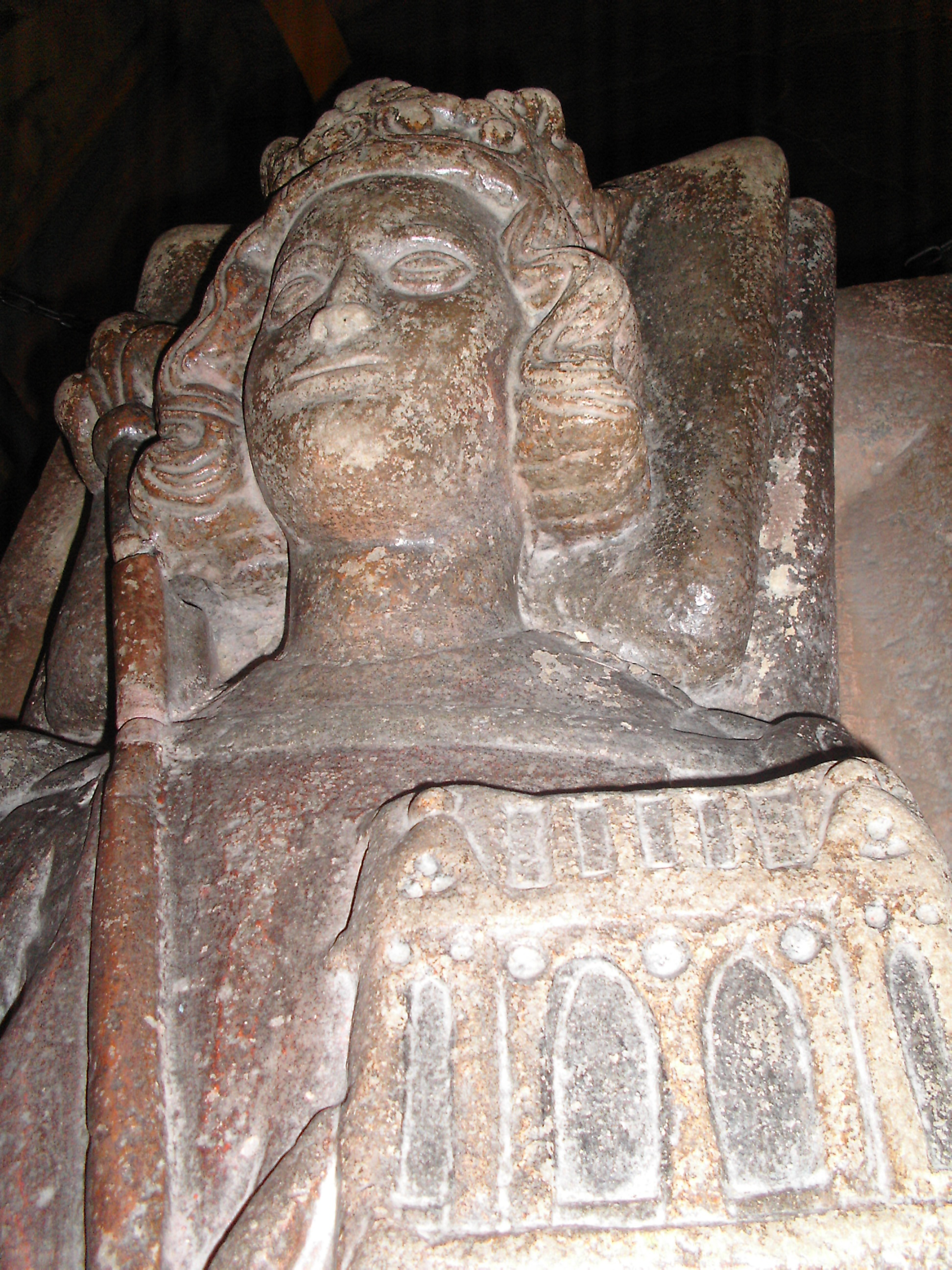
Tumba de Enrique III en la Capilla de San Ulrico.

El Palacio Imperial de Goslar (en alemán Kaiserpfalz Goslar) es un palacio histórico de la ciudad alemana de Goslar (Baja Sajonia), erigido por deseo del emperador Enrique II el Santo entre los años 1005 y 1056. Fue ampliado entre 1039 y 1056 por los emperadores Conrado II el Sálico y Enrique III el Negro. Durante doscientos años, entre 1050 y 1253, fue la corte regia de los emperadores germánicos. En él se celebraron 23 reuniones de la dieta imperial. Abandonado por los emperadores, el edificio decayó hasta quedar en ruinas. El edificio principal, ‘‘Kaiserhaus’‘ (el mayor edificio secular de la arquitectura románica, de 54 x 18 metros) fue reestructurado casi completamente en los años setenta del siglo XIX, pues a partir de 1871 fue utilizado por el emperador Guillermo I.
Junto con el resto del centro histórico de la ciudad de Goslar, está incluido en la lista del Patrimonio de la Humanidad por la UNESCO.
El Kaiserpfalz se encuentra en una colina de la parte meridional del centro histórico, al oeste del ‘‘Zwinger’‘ y al sudoeste de la ‘‘Siemenshaus’‘.
Ante la fachada principal hay dos estatuas ecuestres en bronce, que representan a Federico Barbarroja y a Guillermo "el Grande", y dos réplicas del ‘‘León de Brunswick’‘ (Braunschweiger Löwe).
En el interior se encuentra la Kaisersaal (Sala Imperial), decorada con frescos del siglo XIX que narran la historia de Goslar, y la Capilla de San Ulrico, del siglo XII.
Se conservan algunos restos de la iglesia palatina, con la categoría de colegiata, consagrada en 1051 por el obispo Germán II de Colonia, y cuya advocación era de los santos Simón Zelote y Judas Apóstol (impropiamente se la conoce como "catedral de Goslar"). En ella tuvo lugar la ‘‘Goslarer Rangstreit’‘ ("disputa sobre la precedencia de Goslar") que causó varios muertos durante la festividad de Pentecostés de 1063.
Otros edificios del complejo palatino de Goslar eran el Aula regia (Kaiserhaus), una iglesia con la advocación de Santa María (Liebfrauenkirche, demolida), la citada capilla de San Ulrico y los edificios de la curia. Inmediatamente adyacentes a la colegiata se disponían un claustro y un refectorio, el capítulo colegial y un granero (granarium).

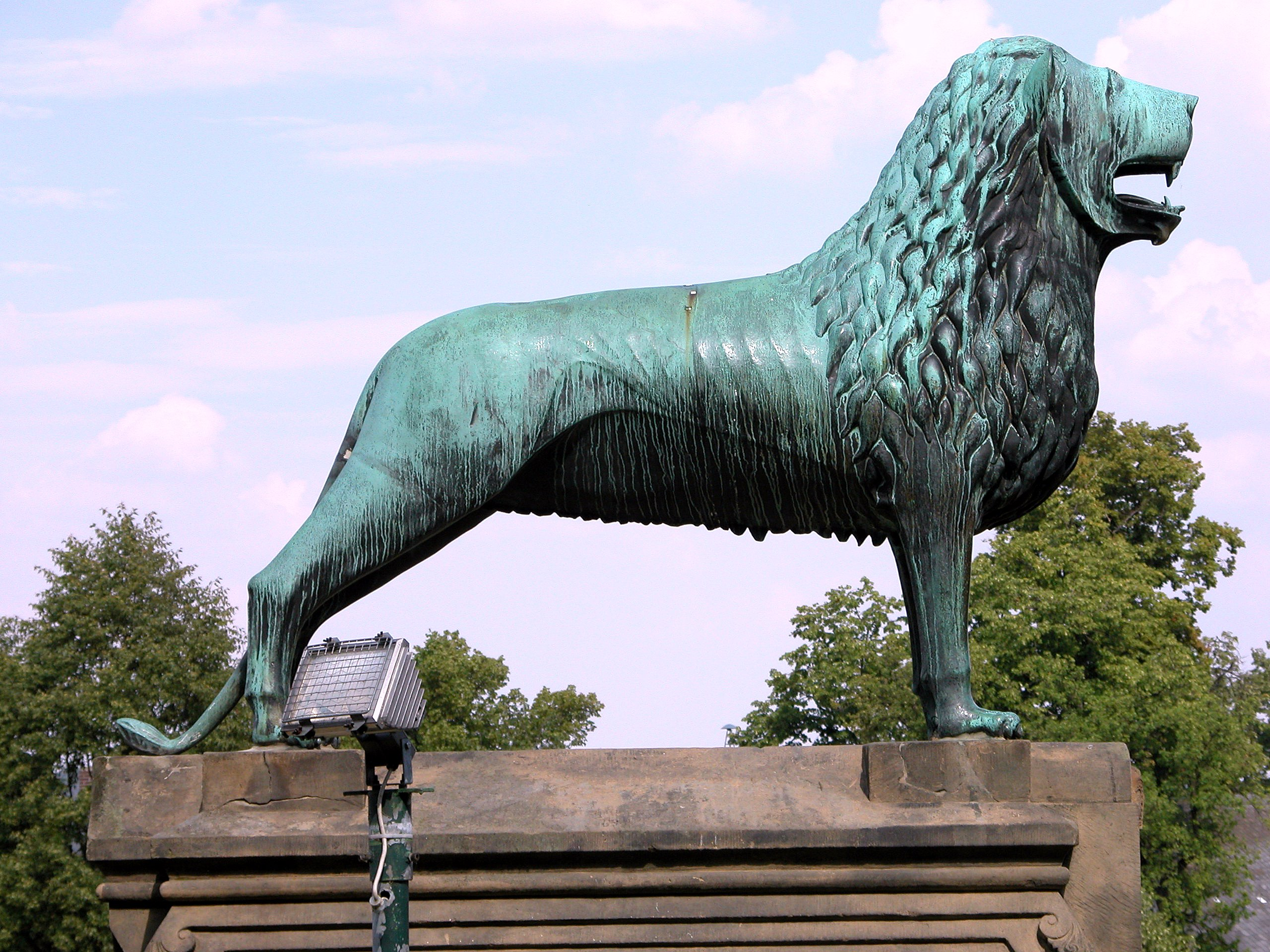
León de Brunswick
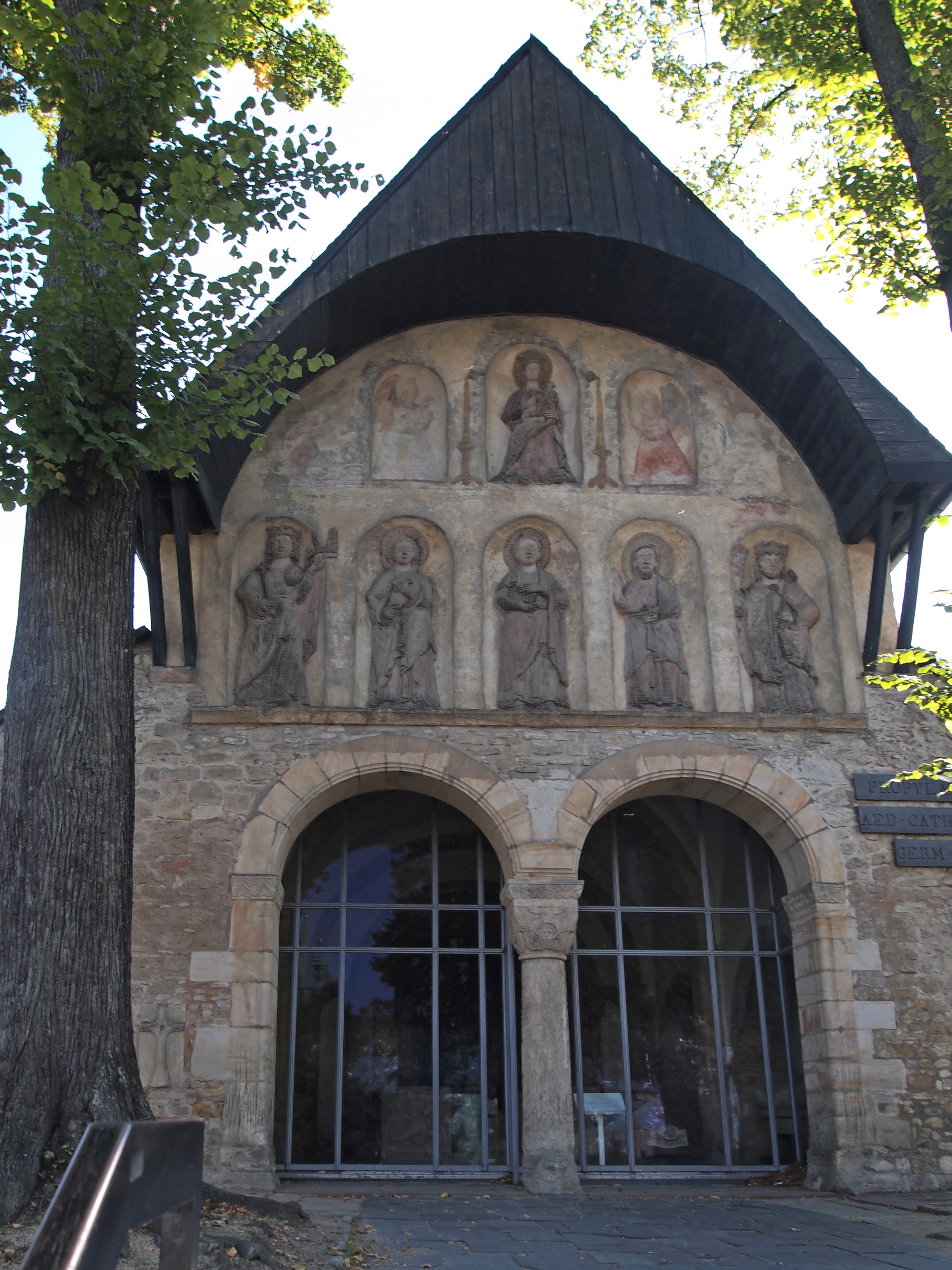
Pórtico de la antigua iglesia palatina.